# Pingüí de Sclater
El pingüí de Sclater (Eudyptes sclateri) és un ocell marí de la família dels esfeníscids (Spheniscidae). És un dels coneguts com pingüins crestats, degut a les contrastades plomes grogues que llueixen al cap.

## Morfologia
- És un pingüí de mitjana grandària, que fa 50 70 cm de llargària, amb un pes de 2,7 – 5,2 kg.
- Parts superiors i cap de color negre blavós. Parts inferiors blanques.
- Línia de plomes de color groc brillant des de l'obertura nasal, per dalt de l'ull i per sota del capell corbats cap amunt a partir de la comissura bucal, acabant en una espècie de pinzell erecte en la part posterior.
- Iris vermell, bec marró clar i potes pàl·lides.

## Hàbitat i distribució
D'hàbits pelàgics, cria en grans colònies a costes rocalloses de la regió de Nova Zelanda, a les illes Auckland, Campbell, Bounty i Antípodes. Durant l'hivern austral arriba fins a l'Estret de Cook.

## Alimentació
S'alimenta principalment de krill i calamars, com altres pingüins crestats.

## Reproducció
Els mascles acudeixen als llocs de cria cap a setembre i les femelles dues setmanes més tard. Fan un niu molt senzill, amb pedres i fang, on ponen dos ous de grandària molt diferent. El primer, molt més petit, normalment es perd.